# Bubnîșce, Bolehiv
Bubnîșce (în ucraineană Бубнище) este un sat în comuna Poleanîțea din regiunea Ivano-Frankivsk, Ucraina.

## Demografie
Componența lingvistică a localității Bubnîșce
     Ucraineană (100%)
Conform recensământului din 2001, toată populația localității Bubnîșce era vorbitoare de ucraineană (100%).